# Novo Lanište
Novo Lanište (Servisch cyrillisch Ново Ланиште) is een plaats in de Servische gemeente Jagodina. De plaats telt 694 inwoners (2002).